# Antoine Poinsinet
Antoine Poinsinet, dit « le jeune », né le 17 novembre 1735 à Fontainebleau et mort noyé le 7 juin 1769 dans le Guadalquivir, à Cordoue, est un  dramaturge et librettiste français.
Depuis l’âge de dix-set ans jusqu’à sa mort inopinée, Poinsinet, dit « le jeune » , il a écrit sans discontinuer pour le théâtre et été représenté sur toutes les scènes parisiennes. Quelques unes de ses pièces ont eu du succès.

## Biographie
Fils d’un notaire au service de la maison d’Orléans, Poinsinet abandonne très tôt l’étude du droit, pour se consacrer aux lettres, notamment le théâtre et la poésie, sans expérience ou études préparatoires. Dès 1753, il fait représenter une parodie de l’opéra de Titon et l'Aurore de Mondonville, intitulée Totinet. 
Le naturel du dialogue de la plupart de ses pièces a contribué à leur succès. La coupe favorable au chant de ses vers lui a également procuré de bons compositeurs comme Berton ou Philidor, qui ont contribué à sa réputation. Le nombre de ses production est assez long malgré une carrière longue d’une douzaine d’années. Celle de ses pièces qui a eu le plus de succès, particulièrement le Cercle, ou la Soirée à la mode (1764), qui est restée longtemps au répertoire du Théâtre-Français.
Élie Fréron, qui comptait Poinsinet parmi ses protégés, a dit qu’« il a beaucoup d'esprit et fait très joliment des vers. » Au retour de Ferney, en 1759, où il avait rencontré Voltaire, à Poinsinet, lorsqu’il a dit que Voltaire lui avait appris le secret des vers, on lui aurait répondu : « Monsieur, vous le lui avez bien gardé. » La postérité de Poinsinet parait, avec le passage du temps, devoir plus à sa personnalité qu’à son œuvre littéraire. Quoique non dépourvu d’esprit, celui-ci se caractérisait par une grande vanité, conjuguée à une extrême crédulité et une naïveté tels que son nom était devenu proverbial : on disait : « Bête comme Poinsinet. » Même Thackeray a consacré un chapitre de son Paris Sketchbook à Little Poinsinet. 
L’Académicien La Harpe, qui l’a également connu, et le dit « autrefois fameux par une sorte d’existence toute en ridicules, ceux qu’il avait, ceux qu’on lui donnait, et ceux qu’il affectait. » Il ajoute, en effet, que « Quoiqu’il fût assez sot et assez vain pour être fort crédule, il ne faut pourtant pas s’imaginer qu’il se crût invisible, cuvette, etc. Cette imbécillité était jouée, et il s’amusait lui-même des mystifications dont on a pris la peine de nous donner une histoire. Je l’ai rencontré deux ou trois fois il était fort ennuyeux, fort plat, et ne pouvait être supporté que comme jouet de ceux qui n’avaient rien de mieux à faire que de s’en amuser. » Poinsinet servait en effet de bouffon et de jouet aux grands seigneurs qu’il fréquentait pour avoir les bénéfices de la table et des menues protections.
Il est difficile de faire la part dans la multitude d’anecdotes rapportées à son sujet, comme celle de lui faire étudier le breton, en lui faisant croire qu’il s’agissait du russe, pour intégrer l’académie de Pétersbourg, embrasser le luthéranisme pour se voir confier l’éducation du prince royal de Prusse, le faire se cacher déguisé en abbé après avoir été tonsuré après avoir prétendument tué un gentilhomme en duel, et une série d’anecdotes tournant au genre littéraire. Ainsi dans ses Mystifications du petit P…, le directeur de théâtre  Jean Monnet, directeur de l’Opéra-Comique, lui consacre pas moins de deux cent quatre-vingts pages du second tome de ses Mémoires aux mystifications dont Poinsinet a été l’objet. On est même allé jusqu’à prétendre que le terme de « mystification » avait été inventé pour lui. 

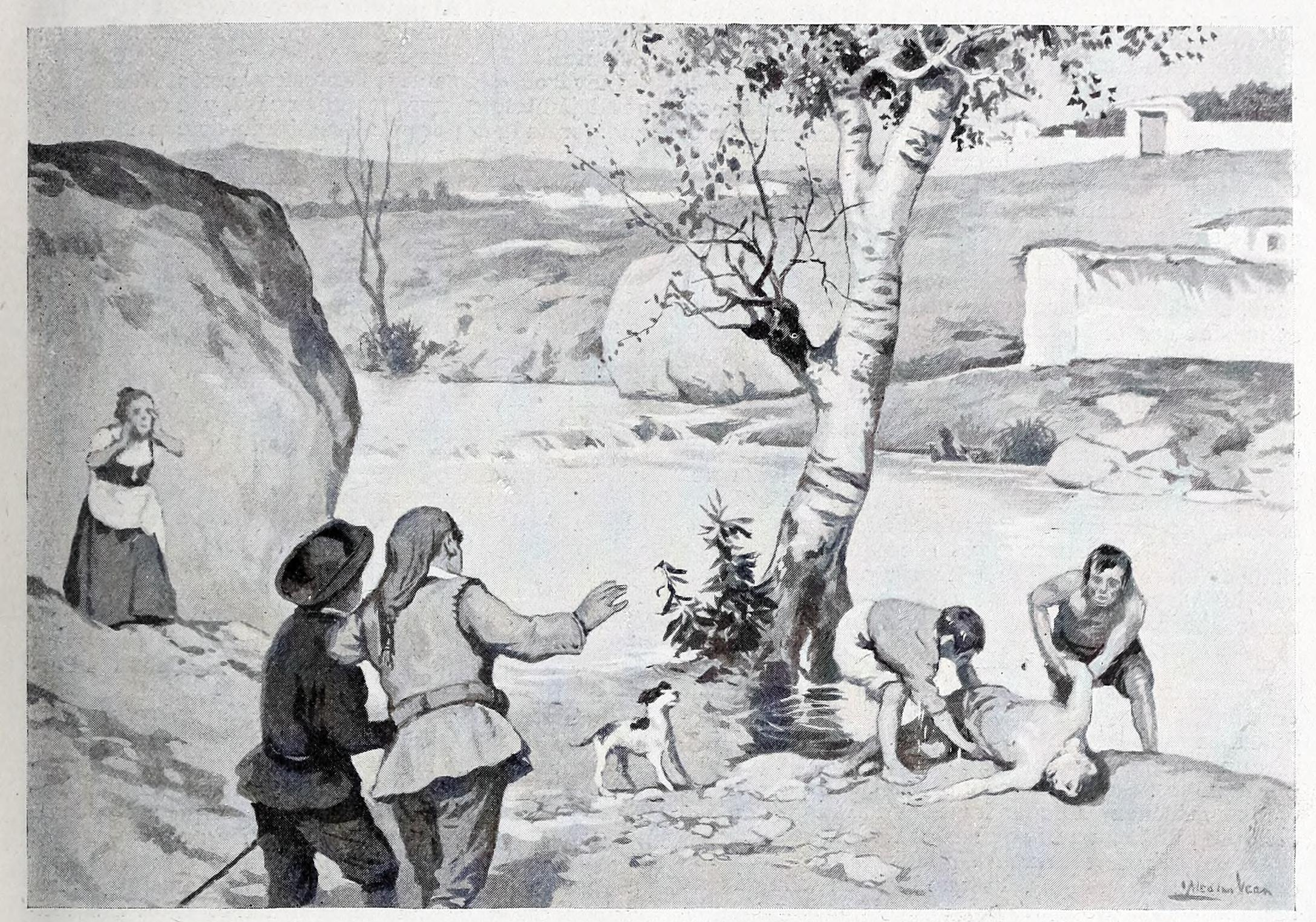
La Mort de Poinsinet par Inocencio Medina Vera (1908).

Membre de l’académie des Arcades, à l’occasion d’un voyage en Italie où il avait suivi Lord Talon, fils de la comtesse de Lismore, un divertissement en un acte (prose et vaudevilles), intitulé le Choix des Dieux ou les Fêtes de Bourgogne, à l’occasion de l’arrivée du prince de Condé qui devait présider ces États lui avait valu d’être nommé membre de l’Académie de Dijon jusqu’à un procès qu’il a eu avec une danseuse de l’Opéra, Sophie Le Blanc de Crouzol, dite Duprat. Celle-ci lui avait remis en gage une montre d’une valeur de 40 louis contre un prêt de 238 livres, en 1758. Lorsqu’en 1767, s’étant heurtée à un refus, après avoir tenté de récupérer son bien, elle a demandé justice auprès des magistrats du Châtelet, ceux-ci ont accédé à la requête de Poisinet d’annuler le reçu, au motif qu’il n’était pas majeur au moment où il avait signé le reçu, et condamné Sophie de la Duprat aux dépens.
Radié de l’Académie de Dijon, complètement discrédité en France, il décide de partir pour l’Espagne, en 1769, sous le prétexte d’avoir été nommé intendant des menus plaisirs du roi. En réalité, il compter former une troupe théâtrale et de jouer à Madrid et dans les grandes villes espagnoles quelques unes des meilleures pièces françaises, à commencer par les siennes. Se faisant appeler Don Antonio Poinsinetto, après avoir donné plusieurs représentations peu productives à Madrid et à Séville, son corps est retrouvé dans le Guadalquivir, le lendemain de son arrivée à Cordoue. Même sa mort a été l’objet de fictions, mais l’hypothèse la plus probable est le suicide:217.

## Œuvres

### Théâtre de la Foire (Opéra-Comique)
- Totinet, 23 février 1753. Paris, Vve Delormel, 1753, 36 p., in-8º (lire en ligne sur Gallica).
- L’Heureux Accord, compliment de clôture de la Foire Saint-Germain, le 6 avril 1754.
- Les Fra-maçonnes : un acte en vaudevilles. 28 aout 1754, Paris, Duchesne, 1754 (lire en ligne sur Gallica). — Parodie de l’acte des Amazones dans l’opéra des Fêtes de l’Amour et de l’Hymen.
- Le Faux Dervis : opéra-comique en 1 acte, prose et vaudevilles, 15 septembre 1757, Paris, Duchesne,, 1757 (lire en ligne sur Gallica). — Imité d’un conte de La Fontaine, l’Hermite, ou le faiseur de Pape.
- Gilles, garçon peintre z’ amoureux-t-et-rival, Paris, 1 acte en prose et vaudevilles, 2 mars 1758, Foire Saint-Germain, musique de Jean-Benjamin de La Borde (lire en ligne sur Gallica). — parodie du Peintre amoureux de son modèle, opéra-comique d’Anseaume et de Duni.
- avec Anseaume et le Davenne, L’Écosseuse, opéra-comique en un acte, Foire Saint-Laurent, 4 septembre 1760, Paris, Cuissart, 1761, in-12. — Parodie de l’Écossaise de Voltaire.

### Comédie italienne
- Le Petit Philosophe, comédie en un acte et en vers libres, Paris, Prault, 1760, in-12. — Parodie des Philosophes de Palissot, 1760.
- Sancho Pança dans son île, opéra bouffon en un acte en prose, musique de Philidor, 8 juillet 1762, Paris, Christophe Ballard, 1762.
- La Bagarre, opéra bouffon en un acte en prose, musique de Vanmalder, 10 février 1763.
- Apelle et Campaspe, comédie héroïque en 2 actes en vers, mêlée d’ariettes, 1763.
- Le Sorcier, comédie lyrique mêlée d’ariettes, en deux actes en prose, musique de Philidor. 2 janvier 1764, Paris, Vve Duchesne, 1764. — Le public a demandé à grands cris les auteurs, qui ont été les premiers à obtenir sur la scène italienne le même honneur que Voltaire sur la scène française lors de la première de Mérope en 1743. Ayant reparu, réduit en un acte, sur aux Fantaisies Parisiennes, le 9 février 1867, il a tenu l’affiche plusieurs mois de suite.
- Tom Jones : comédie lyrique en trois actes en prose, mêlée d’ariettes, musique de Philidor. 27 février 1765, Avignon, Louis Chambeau, 44 p., in-8º (lire en ligne sur Gallica).
- La Réconciliation villageoise, comédie lyrique, en 1 acte en prose, musique de Tarade, théâtre de l'Hôtel de Bourgogne, 15 juillet 1765, Paris, Vve Duchesne, 1765.

### Comédie-Française
- L’Impatient, comédie en un acte en vers, 9 juillet 1757 (non imprimée).
- Le Cercle : ou la Soirée à la mode, comédie épisodique en un acte en prose, 7 septembre 1764, Paris, Duchesne, 1764 (lire en ligne sur Gallica).

### Opéra
- Théonis : ou le Toucher, pastorale héroïque en un acte, musique de Berton et Trial, 13 octobre 1767, représentée, devant sa Majesté, à Fontainebleau, Le jeudi 18 octobre 1770, Paris, P. Robert-Christophe Ballard, 1770 (lire en ligne sur Gallica).
- Ernelinde, princesse de Norvège : tragédie lyrique en 3 actes, musique de Philidor, 24 novembre 1767, Paris, Lormel, 1767 (lire en ligne sur Gallica). — Reprise le 24 janvier 1769 sous le titre de Sandomir prince de Danemark, et parue une troisième fois, avec son titre primitif, arrangée en quatre actes par Sedaine, le 1er juillet 1777.

### Œuvres diverses
- Lettre à un homme du vieux temps sur l’Orphelin de la Chine de Voltaire, 1755, in-8º.
- L’Inoculation : poème, Paris, 1765, in-8º (lire en ligne sur Gallica).
- Épitre à M. Keiser, 1757.
- Épitre au comte de la Tour d’Auvergne, 1758.
- Épitre à M. Colardeau Sllr son poème du Patriotisme, 1762.
- Épitre à Madame Denis, 1764.
- Épitre à Mademoiselle Corneille, 1764.
- Épitre familière à une jeune dame, qui lui avait fait présent d’une robe de chambre, Bachaumont, 14 octobre 1764.
- Divertissement exécuté à Trianon, le 28 octobre 1764 pour l’amusement de nos seigneurs les enfants de France (duc de Berry, comte de Provence, comte d’Artois).
- Cassandre aubergiste : pour un théâtre de société, Londres [Paris], s.n., 1765, in-8º (lire en ligne sur Gallica). — Parodie du Père de Famille de Diderot.
- Le Choix des Dieux ou les Fêtes de Bourgogne, divertissement en un acte, prose et vaudevilles, composé et représenté à Dijon pour S. A. S. Mgr le prince de Condé. 1766, paris, Vve Duchesne, 1766.
- L’Ogre malade, parade pour la fête donnée par le chevalier d’Arcq à la comtesse de Langeac, autrement dite madame Sabattin, maitresse du comte de Saint-Florentin, ministre de la maison du Roi. 3 août 1767.
- Gabrielle d’Estrées à Henry IV : héroïde, Amsterdam [Paris], Chaugnion, 1767, vi-21, in-8º (lire en ligne sur Gallica).
- Divertissement à Chantilly, le 8 septembre 1767.
- Alix et Alexis, comédie mêlée d’ariettes en 2 actes en prose, musique de La Borde, 1769, jouée en société en 1767, Paris, Ballard, 1769, in-8º.
- Vers, qui n’ont pas été conservés, contre le chevalier de Clerrnont-Tonnerre, Bachaumont, 12 décembre 1767.
- Lettre en vers contre Marmontel, sur son épitre à mademoiselle Guimard « la belle damnée ».
- Mémoire de M. Poinsinet, défendeur, contre la demoiselle Le Blanc de Crouzol, dite Duprat, 21 avril 1768.
- Cantique de saint Roch, publié dans les Contes théologiques. 1783, in-8º.